# Just Be A Man About It
Singles de Toni Braxton et Dr. Dre
He Wasn't Man Enough
(2000) Spanish Guitar
(2000)
Just Be A Man About It est une chanson de la chanteuse Toni Braxton, en featuring Dr. Dre, sortie le 19 septembre 2000. La chanson est le 2nd single extrait de l'album The Heat. Elle est écrite par Toni Braxton, Johntá Austin, Teddy Bishop, Bryan-Michael Cox et composée par Teddy Bishop, Toni Braxton, Bryan-Michael Cox.

## Composition
"Just Be A Man About It" en featuring Dr. Dre, dévoile la relation d'un homme avec deux femmes.

## Performance commerciale
La chanson obtient la 6e place du Hot R&B/Hip-Hop Songs.

## Vidéoclip
La vidéo qui accompagne le titre est réalisée par Bille Woodruff. On y perçoit Toni en train de discuter dans un sublime appartement bleu et bien décoré, avec Dr Dre au téléphone, qui celui-ci, est accompagné d'une autre femme. Toni Braxton Just Be A Man About It vidéo officielle Youtube

## Pistes et formats
DVD single
1. "Just Be A Man About It" featuring Dr. Dre
2. "Spanish Guitar"

Promo CD single
1. "Just Be A Man About It"
2. "Just Be A Man About It (Instrumental)"

## Classement hebdomadaire
| Chart (2000)                                    | Peak position |
| ----------------------------------------------- | ------------- |
| U.S. Billboard Hot 100                          | 32            |
| U.S. Billboard Hot R&B/Hip-Hop Singles & Tracks | 6             |
| Chart (2001)                                    | Peak position |
| Canadian Singles Chart                          | 35            |